# Endectyon multidentatum
Endectyon multidentatum är en svampdjursart som först beskrevs av Burton 1948.  Endectyon multidentatum ingår i släktet Endectyon och familjen Raspailiidae.
Artens utbredningsområde är havet utanför Kongo-Brazzaville och Kongo-Kinshasa. Inga underarter finns listade i Catalogue of Life.